# Fontaine Archibald
 (décembre 2016).
La fontaine Archibald (en anglais Archibald Fountain), ou plus précisément la fontaine à la mémoire de J.F Archibald (J.F. Archibald Memorial Fountain), est une fontaine publique, se situant au sein de Hyde Park, dans le centre de Sydney (Nouvelle-Galles du Sud), en Australie.
Elle doit son nom à J.F. Archibald, propriétaire et rédacteur en chef  du magazine The Bulletin, qui laissa en legs les fonds nécessaires à sa construction. Archibald précisa que la fontaine devait être conçue par un artiste français, en raison de sa passion pour la culture française et aussi pour commémorer l'alliance de l'Australie avec la France durant la première Guerre mondiale. Il souhaitait que sa conception sur un thème civique et sa structure ornementale rivalisent avec celles des monuments de la ville de ses rêves, Paris. L'artiste choisi fut François-Léon Sicard.
La fontaine fut inaugurée le 14 mars 1932 par le maire de Sydney, Samuel Walder.

## Préservation
En 2013, la fontaine fait l'objet de travaux d'entretien, comprenant le nettoyage minutieux de tous les éléments, et l'enduit à la cire des statues de bronze afin de préserver leur couleur et d'éviter la corrosion par l'air marin et la pollution, ainsi que le rejointoiement de la base de granit.

## Masse critique
La fontaine Archibald de Hyde Park est le point de départ de la Masse critique de Sydney, une manifestation à bicyclette. La Masse critique de Sydney a lieu à partir de 17:30 chaque dernier vendredi du mois.

## Galerie

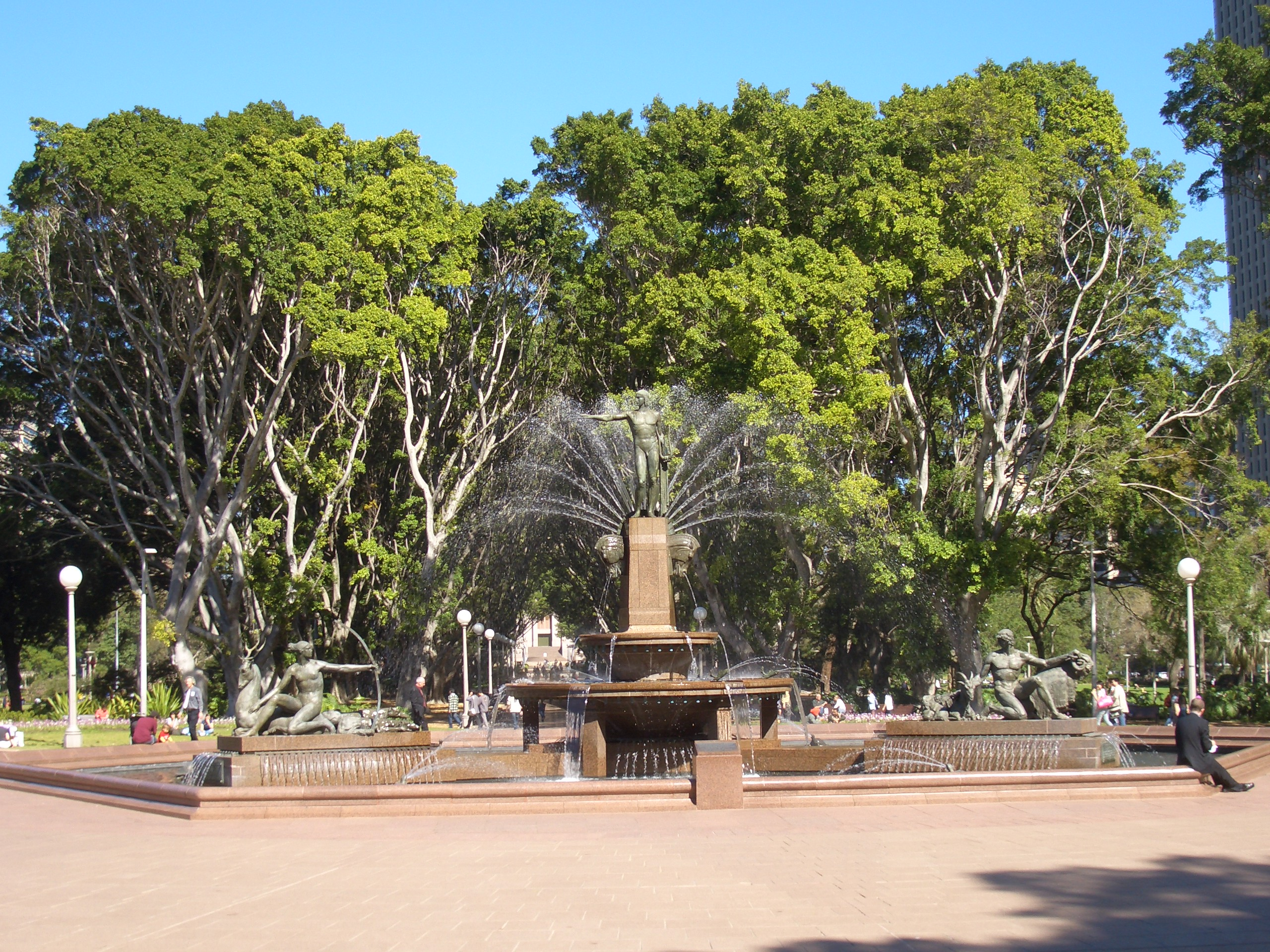
La fontaine Archibald, à Hyde Park, Sydney
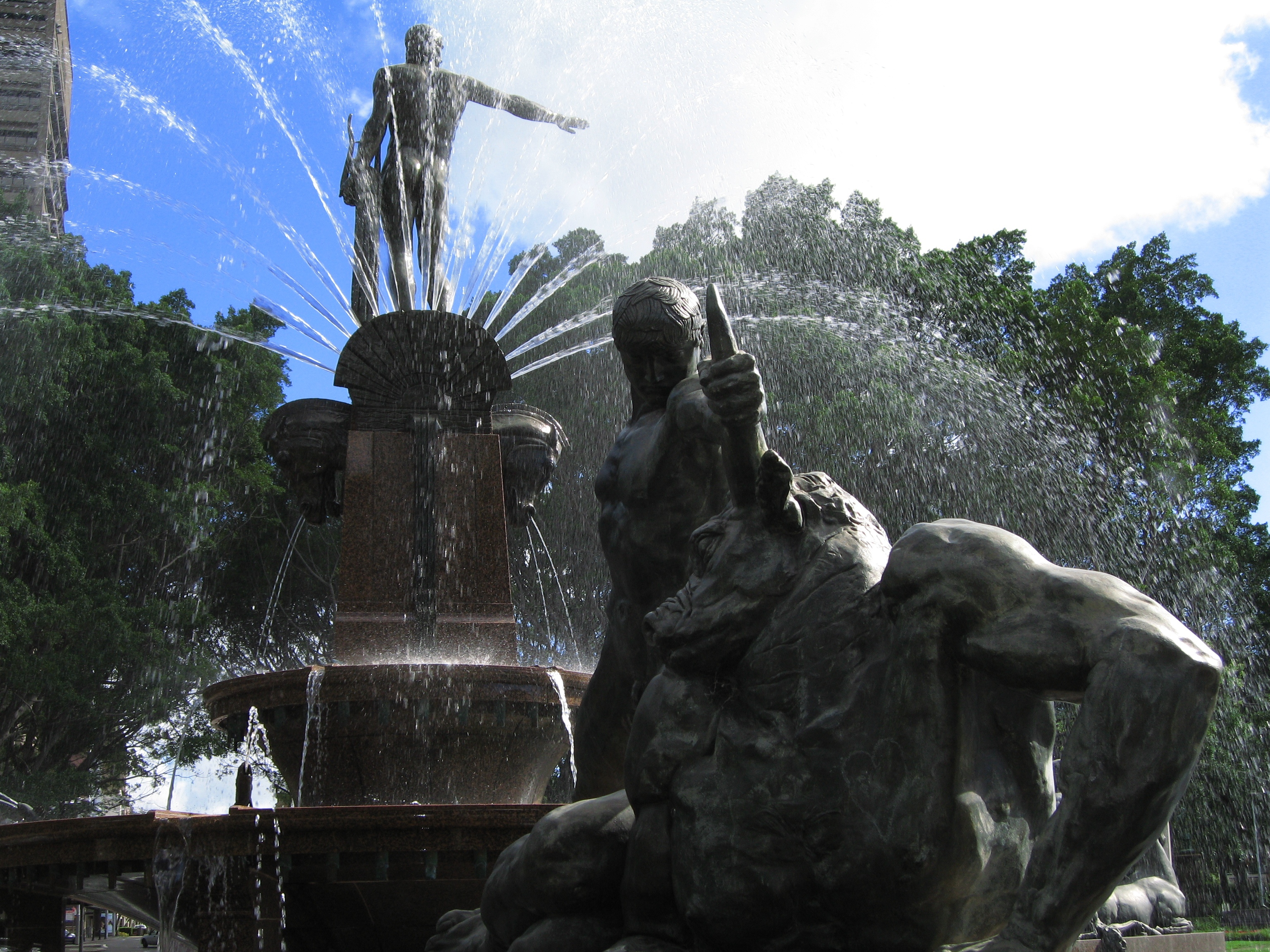
La fontaine Archibald (détail)
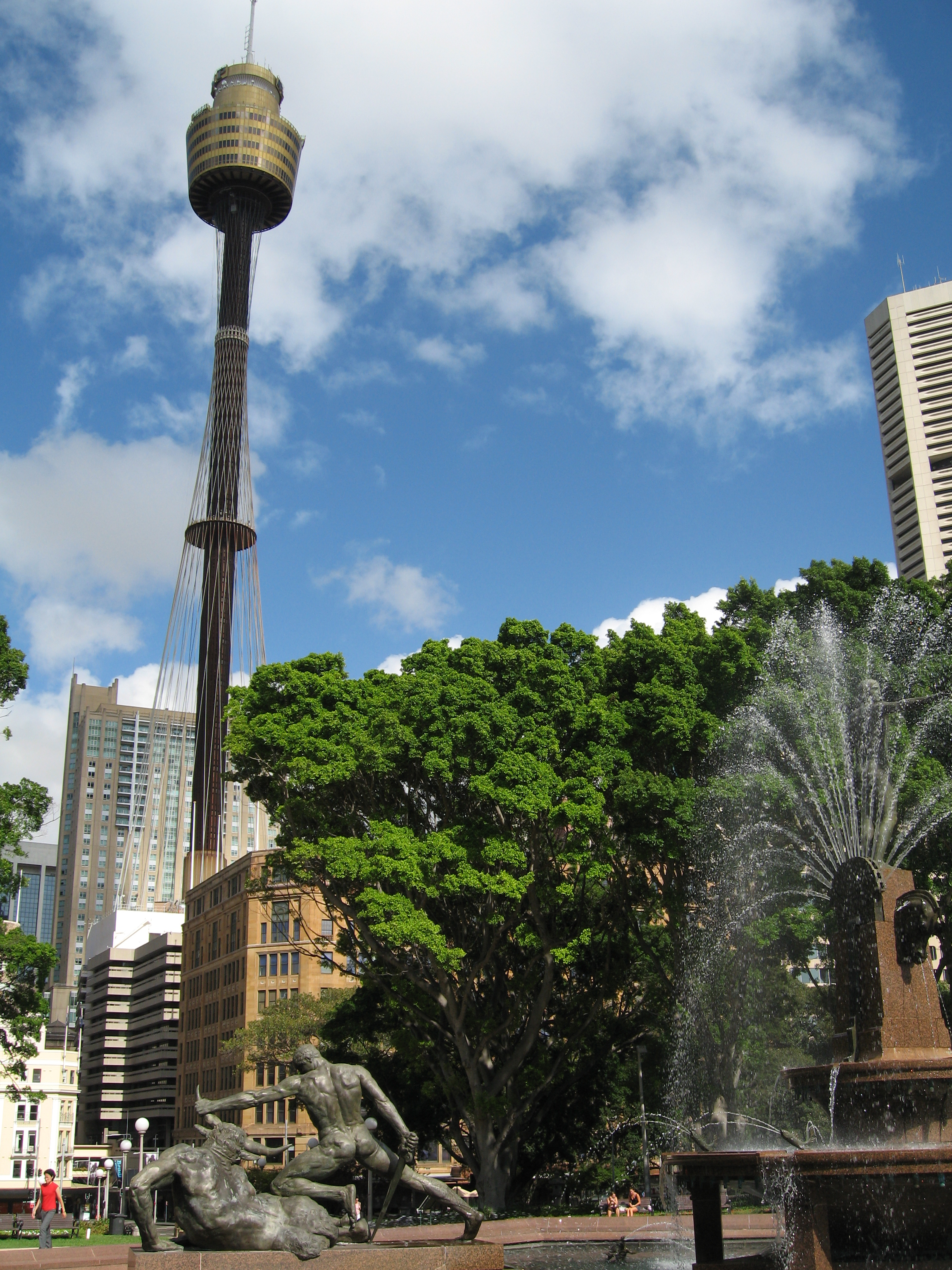
La fontaine Archibald avec la Sydney Tower en arrière-plan